# Huta (województwo pomorskie)
Huta (kaszub. Hëta, niem. Hutta) – wieś kaszubska w Polsce położona w województwie pomorskim, w powiecie chojnickim, w gminie Brusy.
| SIMC    | Nazwa    | Rodzaj    |
| ------- | -------- | --------- |
| 0079823 | Chłopowy | osada     |
| 0079792 | Gapowo   | część wsi |
| 0079800 | Młynki   | część wsi |

W latach 1975–1998 miejscowość administracyjnie należała do województwa bydgoskiego na obszarze Borów Tucholskich.